# Марія Дімітріаді
Марія Дімітріаді (грец. Μαρία Δημητριάδη; 1951 — 6 січня 2009) — грецька співачка. Була однією з найвідоміших виконавців пісень Мікіса Теодоракіса і Таноса Мікруцікоса. Дімітріаді відома лівими політичними піснями в період диктатури «чорних полковників» і Метаполітефсі, але вона також експериментувала з іншими стилями і жанрами.

## Біографія
Марія Дімітріаді народилася в 1951 році в афінському муніципалітеті Таврос. Була старшою сестрою відомої грецької співачки Афродіти Ману.
На її кар'єру вплинули ряд відомих грецьких композитів, зокрема Ставрос Ксархакос, з яким вона записала свій дебютний сингл «Ума πρωινό», Мікіс Теодоракіс, Танос Мікруцікос, Костас Григореас, і пізніше Янніс Маркопулос і Манос Хадзідакіс.
На початку 1970-х років, у період військової диктатури в Греції, жила в Європі і гастролювала з Теодоракісом протягом чотирьох років. Продовжувала працювати з ним до початку 1990-х років. У 1974 році Дімітріаді повернувся до Греції, і в наступні роки працювала майже виключно з Мікруцікосом. У ці роки вона стала членом революційного комуністичного руху Греції і обрана до складу муніципальної ради Тавроса, передмістя в південно-західній частині Афін.
У 1980 році уклала контракт з CBS Records і почала сольну кар'єру. З 1991 по 1993 рік Дімітріаді жила і працювала в колишній Югославії і рішуче виступала проти накладених на цю країну міжнародних санкцій.
В останні роки відійшла від активної музичної діяльності і стала прихильницею Комуністичної партії Греції.
6 січня 2009 року Марія Дімітріаді померла в лікарні Євангелісмос в Афінах від рідкісної хвороби легень.

## Родина
Марія Дімітріаді була одружена з телеведучим Андреасом Мікруцікосом. У них народився син Стергіос.